# 범어사 어산집 책판
범어사 어산집 책판(梵魚寺 魚山集 冊版)은 부산광역시 금정구 범어사에 있는 조선시대의 어산집 책판이다. 1999년 9월 3일 부산광역시의 유형문화재 제27호 어산집책판(魚山集冊版)으로 지정되었다가, 2014년 10월 1일 범어사 어산집 책판(梵魚寺 魚山集 冊版)으로 문화재 명칭이 변경되었다.

## 개요
이 책판은 모두 30판으로, 간행기록에 의하면 숙종 26년(1700)에 동래도호부 금정산 범어사에서 처음으로 간행한 것임을 알 수 있다. 범패란 석가모니의 공덕을 찬양하는 노래를 말하는데, '어산(魚山)'이란 범패의 일종으로 이 책은 범음집(梵音集)이라고 할 수 있다. 
이 책판으로 간행한 책 자체도 범어사 소장 도서에서만 볼 수 있는 것으로 매우 귀중하다. 특히 박운월씨가 소장하고 있는 동음집에는 53곡의 짓소리(불교에서 재를 올릴 때 불경을 길게 읊는 소리) 가운데 빠진 부분이 많은데 반해 범어사에 소장된 서산집 책판은 모든 짓소리를 다 싣고 있다. 
범어사를 중심으로 하는 범음, 범패 연구의 귀중한 사료로 평가된다.

## 같이 보기
- 범패

## 참고 문헌
- 어산집 책판 - 국가유산청 국가유산포털